# Église Saint-Clément de Saint-Clément-sur-Guye
L'église Saint-Clément est une église située sur le territoire de la commune de Saint-Clément-sur-Guye dans le département français de Saône-et-Loire et la région Bourgogne-Franche-Comté.

## Historique
Une église paroissiale a été bâtie dans la seconde moitié du Xe siècle, qui dépendait alors du diocèse de Mâcon et de l’archiprêtré du Rousset. L'église actuelle en est l'héritière (c’est une des plus anciennes du diocèse d'Autun).

## Protection
Elle fait l'objet d'un classement au titre des monuments historiques depuis un arrêté du 10 octobre 1927.

## Restauration
En 1922, l’architecte Malo trouve l’église dans un piteux état de conservation. Sous sa direction, des travaux furent réalisés en 1923 et 1926, ce qui permit de procéder au classement de l’église au titre des Monuments historiques (en 1927), d’autres chantiers étant effectués après-guerre, en 1946-1947. 
En 1975, Raymond Oursel signale le mauvais état de la nef. Il fallut dix ans de démarche à l’Association de sauvegarde et de mise en valeur de Saint-Clément-sur-Guye, aidée de la commune quant à la maîtrise d’ouvrage, pour obtenir d’importantes restaurations, réalisées entre 1992 et 1995. 

## Présentation

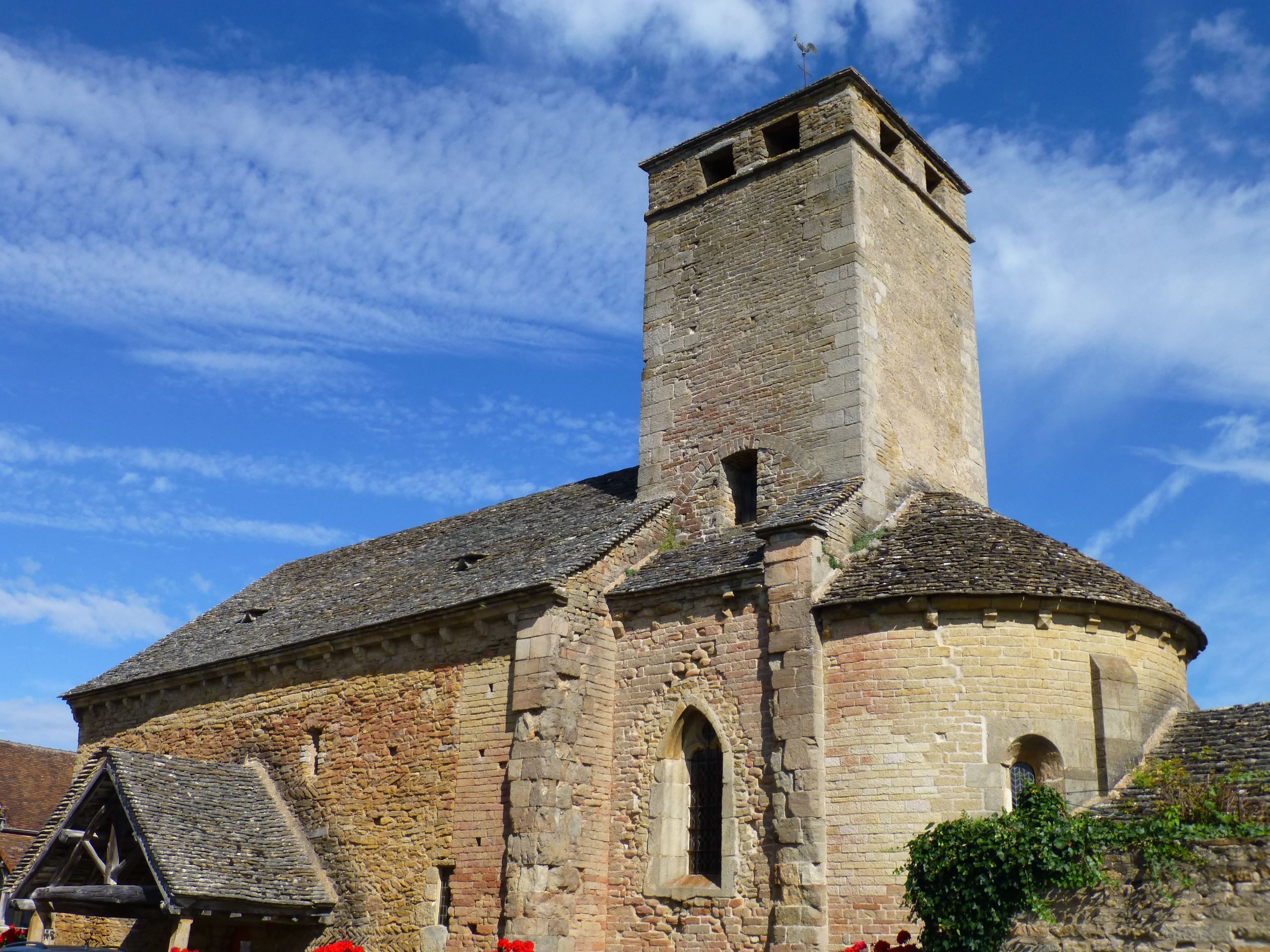
Vue générale de l'église.

L'église se décompose architecturalement, d'ouest en est, en 
- une nef unique plafonnée,
- une travée barlongue[2], voûtée en plein cintre et possédant deux toits en appentis, travée qui supporte le clocher,
- et une abside voûtée en cul-de-four,

ou fonctionnellement en une nef, un chœur et un chevet. 
Une sacristie s'adosse à l'abside, et un porche à deux versants porté par une ferme de charpente sur poteaux protège l'entrée latérale. 
Une haute échelle posée contre la paroi sud sous le clocher constituait le seul moyen d'accéder à l'entrée surélevée de ce dernier et aux cloches.
Le seul matériau de couverture est la lause.

## Mobilier
Dans le chœur trône un autel de pierre rose du XVIIIe siècle, de facture soignée, avec ses volutes latérales (la porte de bois du tabernacle est sculptée d’épis de blé et de grappes de raisin, symboles eucharistiques).
Dans la nef, côté nord, est visible un Christ en Croix, en bois sculpté et peint, particulièrement expressif, de facture populaire, du XVIIIe siècle.
Parmi les autres éléments de mobilier subsistants figure un tableau signé Pérignon (peintre du XIXe siècle) représentant saint Clément, patron de l'église, pape du Ier siècle.

## Culte
Édifice consacré du diocèse d'Autun relevant de la paroisse Saint-Louis-entre-Grosne-et-Guye (siège à Saint-Gengoux-le-National) – qui en est affectataire au titre de la loi de 1905 –, l'église de Saint-Clément-sur-Guye est, plusieurs siècles après sa construction, un lieu de culte catholique.